# Château de Scarborough
Le château de Scarborough est une ancienne forteresse royale du Moyen Âge, située sur un promontoire  rocheux surplombant la mer du Nord, à Scarborough, Yorkshire du Nord, en Angleterre. Le site comprend un habitat de l'âge du fer, un poste de guet romain, un établissement anglo-scandinave comportant une chapelle, ainsi qu'une enceinte du XIIe et une batterie du XVIIIe siècle, l'ensemble formant un scheduled monument d'importance nationale.
Les fortifications d'un château en bois ont été établies vers 1130, mais le présent château fort en pierre date des années 1150. Au fil des siècles, plusieurs autres structures ont été ajoutées, avec la volonté des différents monarques médiévaux de renforcer massivement cette importante forteresse qui gardait les côtes du Yorkshire et préservait le port de commerce de Scarborough d'éventuelles invasions écossaises ou continentales. Le château a été fortifié et défendu pendant les différentes guerres civiles, les sièges et les conflits qui opposaient les rois aux barons locaux, puis face à la rébellion et aux affrontements républicains, jusqu'à la conclusion de la paix avec l'Écosse et la fin des guerres civiles et continentales dans le courant du XVIIe siècle, qui ont conduit à son déclin.
Le château de Scarborough est devenu un important site touristique à la fin du XIXe siècle.